# Merryville
Merryville es un pueblo ubicado en la parroquia de Beauregard en el estado estadounidense de Luisiana. En el Censo de 2010 tenía una población de 1103 habitantes y una densidad poblacional de 43,43 personas por km².

## Geografía
Merryville se encuentra ubicado en las coordenadas 30°45′22″N 93°31′32″O / 30.75611, -93.52556. Según la Oficina del Censo de los Estados Unidos, Merryville tiene una superficie total de 25.4 km², de la cual 25.35 km² corresponden a tierra firme y (0.18%) 0.05 km² es agua.

## Demografía
Según el censo de 2010, había 1103 personas residiendo en Merryville. La densidad de población era de 43,43 hab./km². De los 1103 habitantes, Merryville estaba compuesto por el 81.05% blancos, el 14.6% eran afroamericanos, el 1.45% eran amerindios, el 0.54% eran asiáticos, el 0% eran isleños del Pacífico, el 0.54% eran de otras razas y el 1.81% pertenecían a dos o más razas. Del total de la población el 1.81% eran hispanos o latinos de cualquier raza.